# 小行星8902
小行星8902（英語：8902）是一颗围绕太阳公转的小行星。1995年10月20日，小林隆男在大泉天文台发现了此天体。
这颗小行星的绝对星等为66.89509274597211等。